# Прапор Феодосії
Пра́пор Феодо́сії затверджений 30 червня 2005 р. рішенням 30-ї сесії Феодосійської міської ради 5-го скликання.

## Опис прапора
Прямокутне полотнище із співвідношенням сторін 2:3, що складається із п'яти горизонтальних смуг — червоної, шиповидних білої, синьої та білої, і синьої, у співвідношенні 72:3:3:22. У центрі червоної смуги — герб міста, облямований жовтою облямівкою.